# گریدون
گریدون (به لاتین: Gridone) یک کوه در سوئیس است که در کانتون تیچینو واقع شده‌است. گریدون ۲٬۱۸۸ متر بالاتر از سطح دریا واقع شده‌است.